# Heidi Klum
Heidi Klum (Bergisch Gladbach, Rin del Nord-Westfàlia, 1 de juny de 1973), és una top model alemanya.

## Biografia

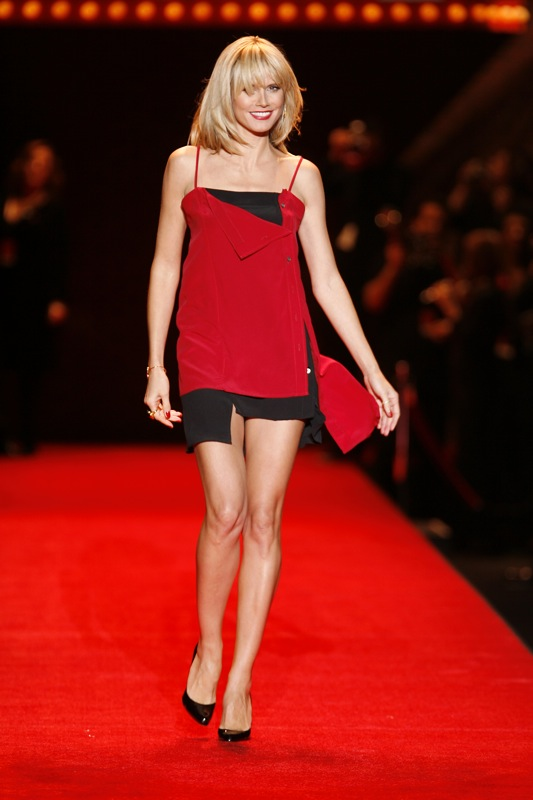
Heidi Klum al The Heart Truth Fashion Show de 2008.

Es va donar a conèixer per desfilar per Victoria's Secret, empresa de la qual es va convertir en un dels primers "Àngels", i per posar per a les revistes Elle, Sports Illustrated swimsuit Issue o per a les edicions alemanya i francesa de la revista Vogue. A més de desfilar va aparèixer en diversos programes de televisió, incloent CSI: Miami, Spin City i Sex and the City. Interpretà una model de cabell, bastant temperamental, a la pel·lícula Blow Dry, a una gegant a la pel·lícula Ella Enchanted i a Ursula Andress a la pel·lícula The Life and Death of Peter Sellers.
El desembre de 2004, començà a produir el reality show Project Runway al canal de televisió estatunidenc-canadenc Bravo, en el qual els concursants competeixen per un contracte de roba per a diverses cases de moda així com altres premis. Va participar en un vídeo musical del grup britànic Jamiroquai, "Love Foolosophy".
Els seus propis dissenys de roba apareixen en el catàleg de roba Otto, de comanda per correu. També ha dissenyat calçat per El 2013 Birkenstock, joieria per Mouawad i vestits de bany (mostrats a la revista Sports Illustrated swimsuit Issue l'any 2002) el catàleg apareix en el seu propi lloc d'Internet. És una àvida pintora i diversos dels seus quadres han aparegut en revistes d'art estatunidenques.
Va estar casada amb el seu estilista Ric Pipino de setembre de 1997 a novembre de 2002. Posteriorment, va tenir un afer amorós amb el cantant Anthony Kiedis i un altre amb Flavio Briatore, exdirector esportiu d'un equip de Fórmula 1. El romanç amb aquest últim va acabar quan ella es va quedar embarassada d'ell. La seva filla es diu Helene "Leni", com una de les àvies de Heidi i va néixer el 4 de maig de 2004, la nena va ser adoptada per Seal i mai ha estat reconeguda pel seu veritable pare Flavio Briatore.
Embarassada, Heidi va començar una nova relació amb el cantant britànic Seal.
Klum i Seal es van casar el 10 de maig de 2005 a la platja de Careyes a Mèxic. Han tingut tres fills biològics junts, dos nens i una nena: Henry Günther Ademola Dashtu Samuel, nascut el 12 de setembre de 2005 després Johan Riley Fyodor Taiwo Samuel, nascut el 22 de novembre de 2006 i finalment Lou Samuel, una nena que va néixer el 10 d'octubre de 2009. La parella va assegurar que no tenia pensat tenir més descendència.
El 2007 Forbes va publicar que era la tercera model que més guanyava en el món dins d'una llista de 15.
El 30 setembre 2010 va anunciar que deixava de desfilar per a la marca de Victoria's Secret, després de tretze anys i quatre fills des que va començar a treballar per a la firma de roba interior.
Després de tres mesos de separació, Klum va demanar el divorci de Seal a l'abril del 2012.

## Televisió

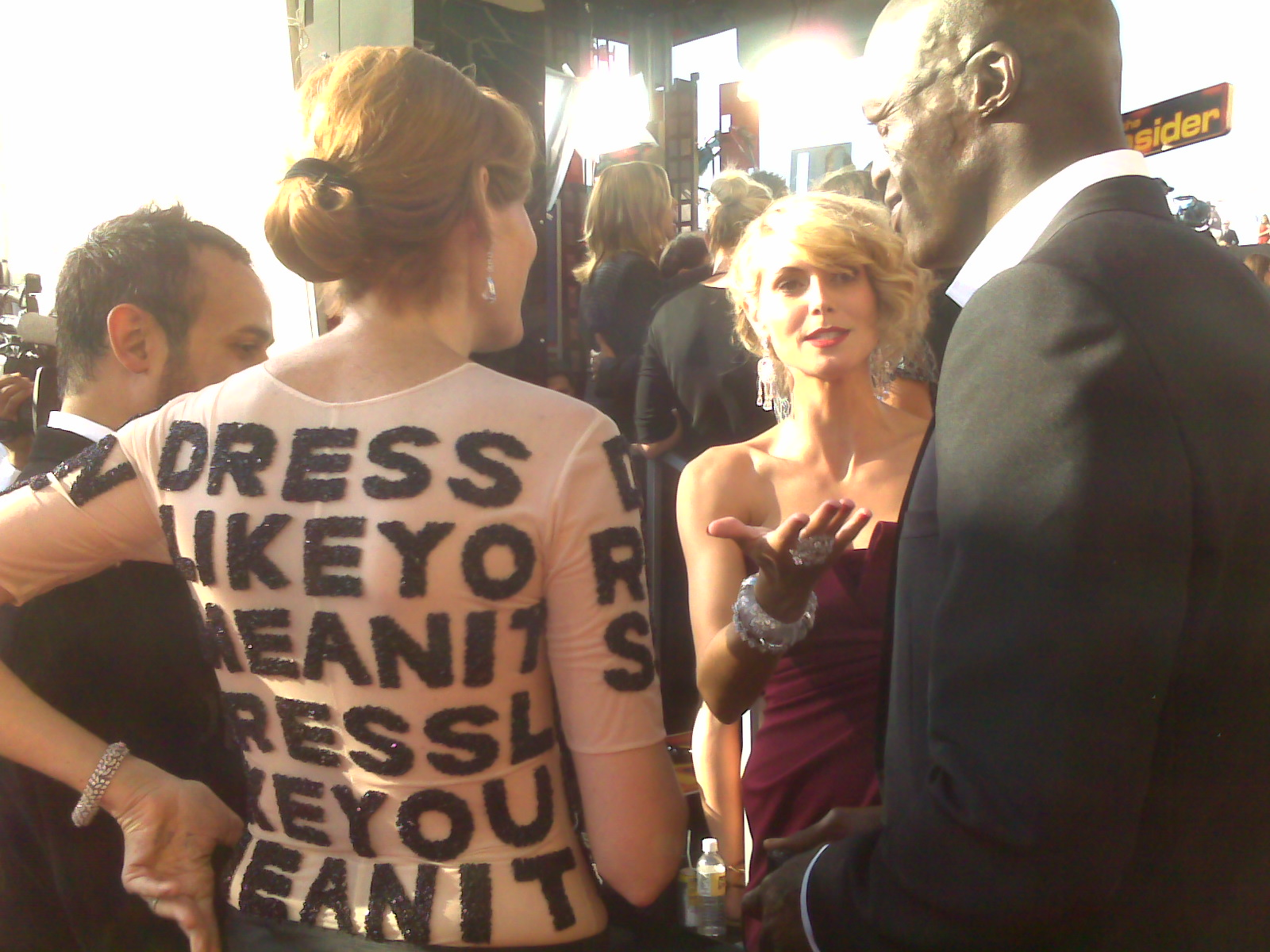
Klum i el seu exmarit Seal a la 59a edició del lliurament dels Premis Emmy, on va ser entrevistada per Laura Bennett.

Participa en un reality show a Alemanya anomenat Germany's next top model en la qual és l'amfitriona i productora al costat de Tyra Banks. Aquest programa va per la 12 temporades.
El desembre de 2004, va començar com a amfitriona del programa Project Runway als Estats Units el qual ja porta vuit temporades i pel qual Heidi va ser nominada a l'Emmy.
Ha aparegut en episodis de la sèrie Malcolm in the middle, CSI: Miami, Sex and the City i Spin city i en les sèries "Dones Desesperades" i "How I Met Your Mother" va fer un capítol de la sisena temporada (Dones Desesperades) i tercera temporada (Com vaig conèixer a la vostra mare) interpretant-se a ella mateixa. També va aparèixer a la pel·lícula "The devil wears Prada" (El Diable vesteix de Prada) interpretant-se a ella mateixa.